# Ernesto Pistoia
Ernesto Pistoia (Isola Dovarese, 14 febbraio 1857 – Alessandria, 19 giugno 1932) è stato un politico italiano.
Fu sindaco di Alessandria, presidente della deputazione provinciale e deputato alla Camera del Regno d'Italia per due legislature (XXV, XXVI).